# Pierre Ségala
Pierre, Jean, Joseph Ségala  (né à Cahors le 8 février 1926 - mort à Cahors le 18 juin 1967) est membre de la résistance durant la Seconde Guerre mondiale. Il fait partie des forces françaises de l'intérieur (FFI) et des déportés et internés de la résistance (DIR). 
Arrêté, il est déporté en camp de concentration. Rentré de déportation, il devient médecin et homme politique, maire de Cahors. Il est déclaré mort pour la France des suites de sa déportation.

## Résistance
Lycéen, Pierre Ségala a été déporté à l'âge de 17 ans dans le camp de Neuengamme, en 1944, avec son père Jean Ségala pour faits de résistance. Ce dernier, pédiatre, médecin chef de l'hôpital de Cahors (Lot) soignait et cachait des personnes de confession juive, des maquisards blessés à la fois à l'hôpital,, à la maternité de Cahors ainsi que dans sa propriété du domaine des Bories sur la commune de Le Montat.
Pierre Ségala et son père ont été arrêtés par la Gestapo le 27 février 1944 dans leur maison  63, rue Hautesserre à Cahors pour avoir participé à une filière d'évasion et caché des maquisards et des juifs. Déportés par un transport parti le 4 juin 1944 de Compiègne vers le camp de Neuengamme, Jean Ségala est mort le 16 décembre 1944 après six mois d'internement dans ce camp,. Pierre Ségala, quant à lui, a été transféré dans le camp de concentration de Watenstedt affecté au kommando de travail pour les aciéries de Brunswick, puis dans le camp de Ravensbrück où il fut libéré le 30 avril 1945, puis rapatrié le 21 mai 1945.
Rentré seul de déportation, il fit ses études de médecine à Toulouse et épousa, en 1950, Nicole Ratié, fille du docteur Victor Ratié, dermatologue à Toulouse. De leur union sont nées Martine puis Marie-Elisabeth.

## Engagement politique
Après ses études de médecine ; désormais de retour à Cahors, Pierre Ségala s'impliqua dans la vie publique de sa ville natale : adjoint au maire de la ville de Cahors dès mars 1959 ; il est élu maire de Cahors en 1965, puis cède sa place à Maurice Faure. Il restera adjoint au maire de la ville jusqu'à sa mort survenue prématurément, à l'âge de 41 ans,  le 18 juin 1967. Celle-ci faisant suite aux importantes affections médicales des suites de sa déportation. Peu de temps avant sa mort, il ambitionnait de se présenter à la députation.

## Hommage
Rentré seul de déportation, Pierre Ségala est déclaré adopté par la nation.
Décoré de la Croix de Guerre avec Palme, de la Croix du Combattant volontaire de la Résistance, de la Médaille de Déportation pour faits de Résistance, et de la Médaille Militaire ; Pierre Ségala est nommé Chevalier de la légion d'honneur .
Mort prématurément en 1967, Pierre Ségala est déclaré mort pour la France des suites de sa déportation.
Son nom, ainsi que celui de son père figurent sur le Monument au Morts de Cahors, place Charles de Gaulle. Le nom de Jean Ségala figure également sur la plaque commémorative 1939-1945 de la Faculté de médecine Paris-Descartes, ainsi qu'à l'hôpital de Cahors.
En la mémoire des deux hommes, une avenue de Cahors porte le nom du Docteur Jean Ségala et l'école élémentaire rue Louis Malique à Cahors est baptisée "Groupe Scolaire Pierre Ségala". Enfin, tous deux sont mis à l'honneur au musée de la Résistance et de la Déportation de Cahors.